# Ryoya Tachibana
Ryōya Tachibana (japanisch 立花 稜也 Tachibana Ryōya; * 4. April 1996 in der Präfektur Osaka) ist ein japanischer Fußballspieler.

## Karriere
Ryōya Tachibana stand bis Mitte Februar 2017 in Montenegro beim FK Cetinje unter Vertrag. Über die Station FK Otrant-Olympic wechselte er am 1. Juli 2018 zum Erstligisten OFK Petrovac. Für den Verein aus Petrovac na moru absolvierte er 105 Ligaspiele. Im Juli 2022 ging er nach Asien, wo er in Hongkong einen Vertrag beim Erstligisten Lee Man FC unterschrieb.